# Ohmgebirgs-Grabenzone

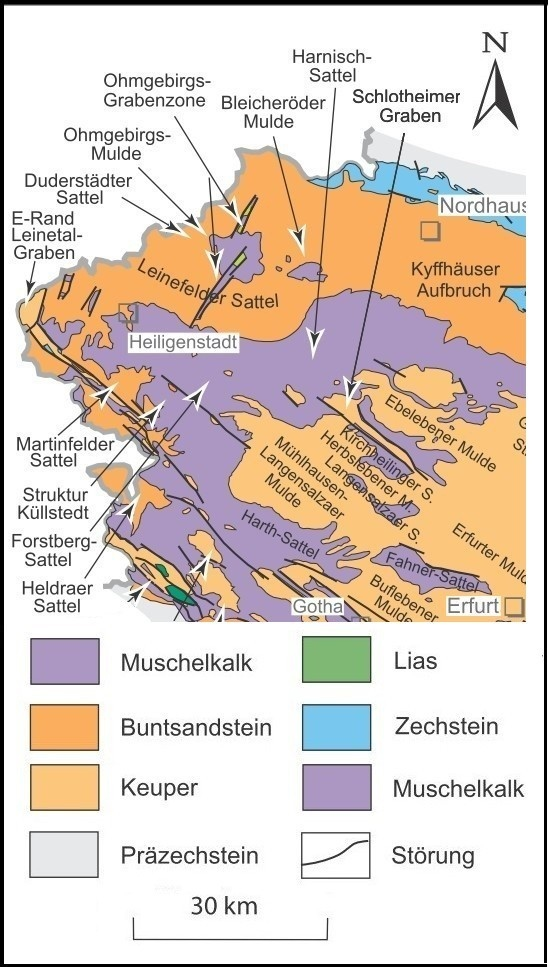
Die Ohmgebirgs-Grabenzone am nordwestlichen Rand des Thüringer Becken

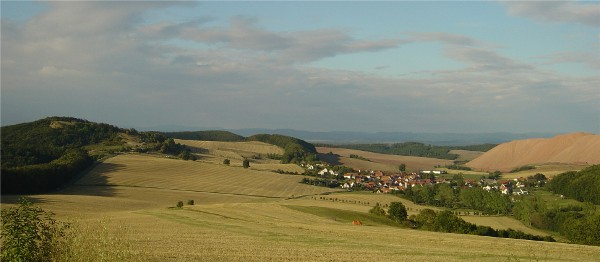
Der Holunger Graben beim Sonnenstein vom Rand des Ohmgebirges gesehen

Die Ohmgebirgs-Grabenzone ist eine saxonisch, d. h. von Nordnordost nach Südsüdwest, verlaufende geologische Störungszone an der Grenze der Bleicherode–Stadtrodaer Scholle im Osten und der Eichsfeld-Scholle im Westen.
Sie grenzt das Thüringer Becken und seine nördlichen Randplatten nach Nordwesten ab.

## Gliederung
Die Störungszone verläuft von Norden bei Weißenborn-Lüderode kommend über das Ohmgebirge bis zum Dün bei Kallmerode und ist Teil der Ohmgebirgs-Mulde. Sie besteht aus dem Holunger Graben im Nordosten und dem Worbiser Graben im Südwesten.

### Holunger Graben
Der Holunger Graben beginnt bei Weißenborn-Lüderode als Muschelkalkrücken mit dem Winkelberg (415 m), verläuft über den Krantberg (455 m) und den Sonnenstein (484 m) und endet am Rand des Ohmgebirgsplateaus. Nördlich vorgelagert sind noch zwei kleine Störungszonen, der Iberggraben und der Allerburggraben südlich von Bockelnhagen.

### Worbiser Graben
Der Worbiser Graben beginnt als Einsenkung des Ohmgebirgsplateau bei Kaltohmfeld entlang des Ritterbaches (Sachsental) und verläuft ab Worbis wieder als Muschelkalkrücken mit dem Klien (409 m), die unmittelbare Ortslage von Breitenbach und Leinefelde weiter über den Richteberg (377 m) und dem Eulenberg (388 m) und endet am nördlichen Rand des Dün bei Kallmerode. Dieser Teil der Grabenzone trennt den Eichsfelder Kessel im Osten vom restlichen Eichsfelder Hügelland im Westen.

## Geologie
Entstanden ist die Grabenzone zunächst als Einsenkung innerhalb des Muschelkalk (erkennbar nördlich von Worbis) und gleichzeitig infolge verminderter Verwitterung als Erhebung in der umgebenden Buntsandsteinlandschaft.
Geologisch interessant sind isolierte Kreidevorkommen auf Schichten des Muschelkalks im Holunger Graben (westlich von Holungen, südwestlich von Gerode) bzw. des Keuper im Worbiser Graben (bei Kaltohmfeld). Das Vorhandensein von Kalkstein mit fester Beschaffenheit tritt hier häufiger auf (z. B. am Klien). Der für das nördliche Thüringen typische Zechstein ist hier nicht vorhanden.

## Gewässer
Die Ohmgebirgs-Grabenzone bildet einen Teil der Elbe-Weser-Wasserscheide zwischen dem Harz und den nordwestlichen Randplatten des Thüringer Beckens. Insbesondere der südliche Teil ist eine wasserreiche Gegend mit den Quellgebieten von Wipper, Hahle, Ohne und Leine. Am Holunger Graben befinden sich ebenfalls zahlreiche Quellgebiete, wie die Geroder Eller, die Jütze und der Soolbach.